# Ф'єрбінцій-де-Сус
Ф'єрбінцій-де-Сус (рум. Fierbinții de Sus) — село у повіті Яломіца в Румунії. Адміністративно підпорядковане місту Ф'єрбінць-Тирг.
Село розташоване на відстані 36 км на північний схід від Бухареста, 77 км на захід від Слобозії, 124 км на південний схід від Брашова.

## Населення
За даними перепису населення 2002 року у селі проживали 2258 осіб. Рідною мовою 2257 осіб (> 99,9%) назвали румунську.
Національний склад населення села:
| Національність | Кількість осіб | Відсоток |
| -------------- | -------------- | -------- |
| румуни         | 2247           | 99,5%    |
| цигани         | 8              | 0,4%     |